# 야구 코치

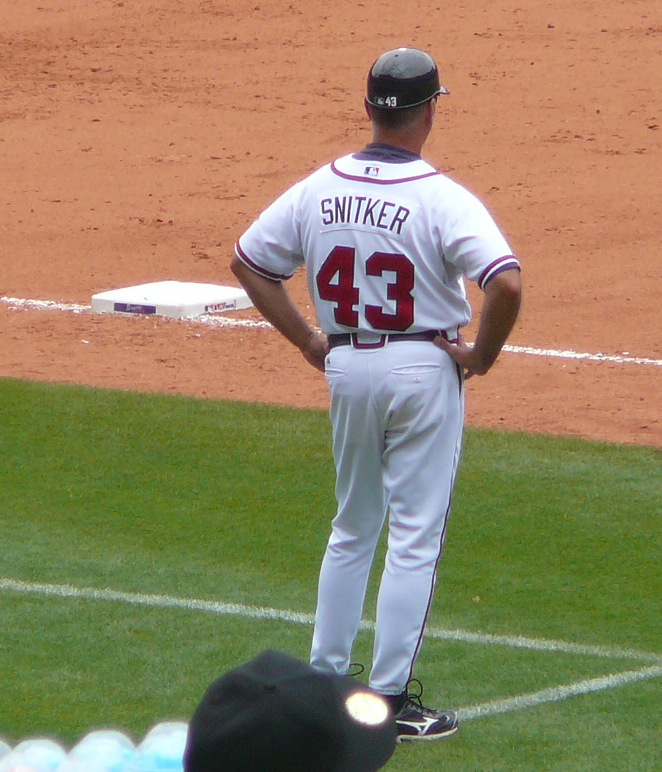
2008년, 애틀란타 브레이브스의 3루 코치 브라이언 스니커.

야구에서 코치(Coaches)는 팀의 원활한 운영에 도움을 주는 역할이다. 그들은 타순과 선수 기용을 하는 감독 (또는 수석 코치)를 보좌한다. 한 팀에는 보통 6명 이상의 코치가 있다.
코치에는 타격 코치, 수비 코치, 수석 코치, 주루 코치, 투수 코치, 배터리 코치, 불펜 코치, 작전 코치, 트레이닝 코치, 베이스 코치, 인스트럭터가 있다. 주루 코치는 주자의 주루를 정해주고 투수 코치는 투수 교체 등을 주로 전담한다.